# Domki fińskie

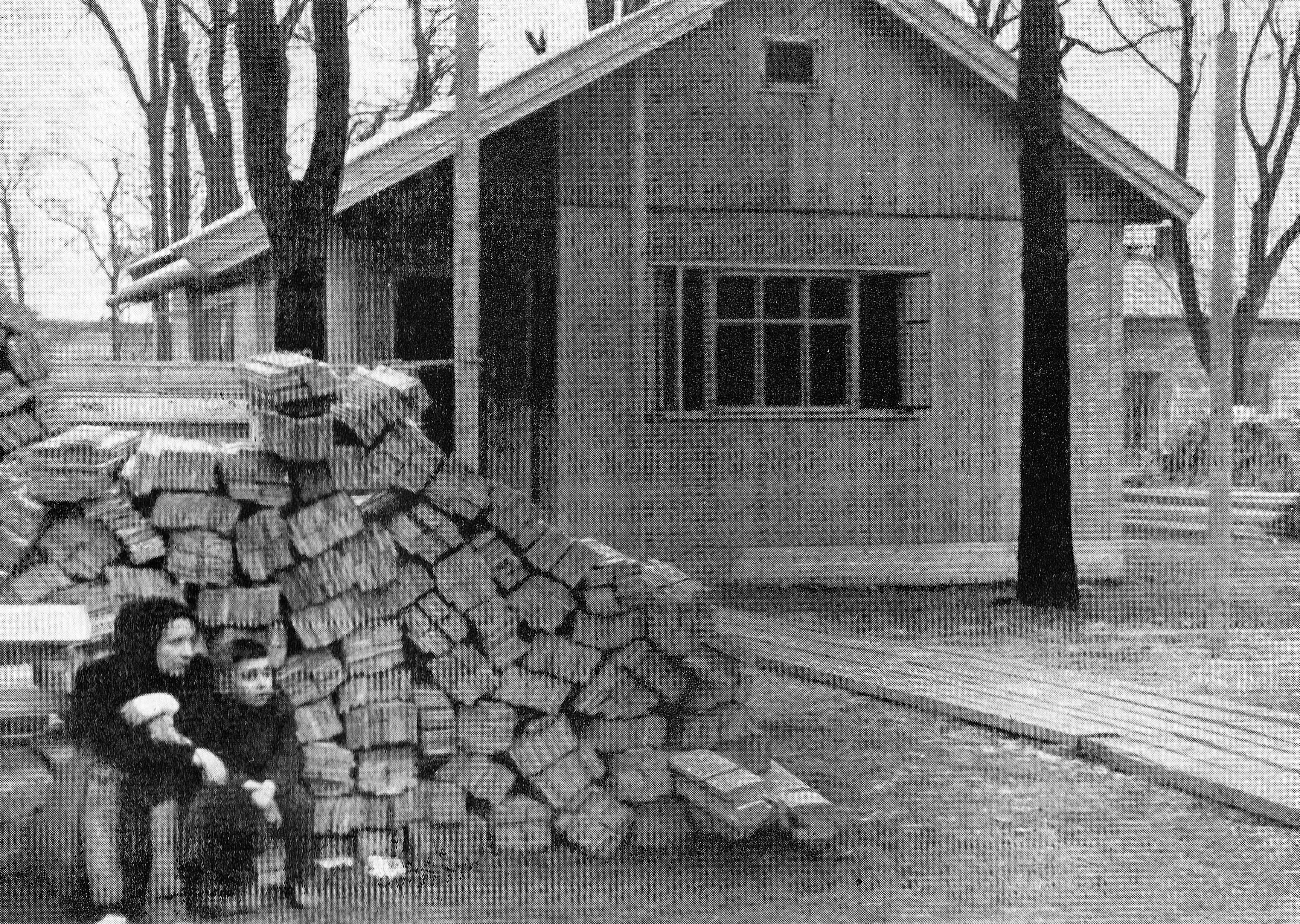
Budowa domków fińskich na osiedlu Jazdów w Warszawie w marcu 1945

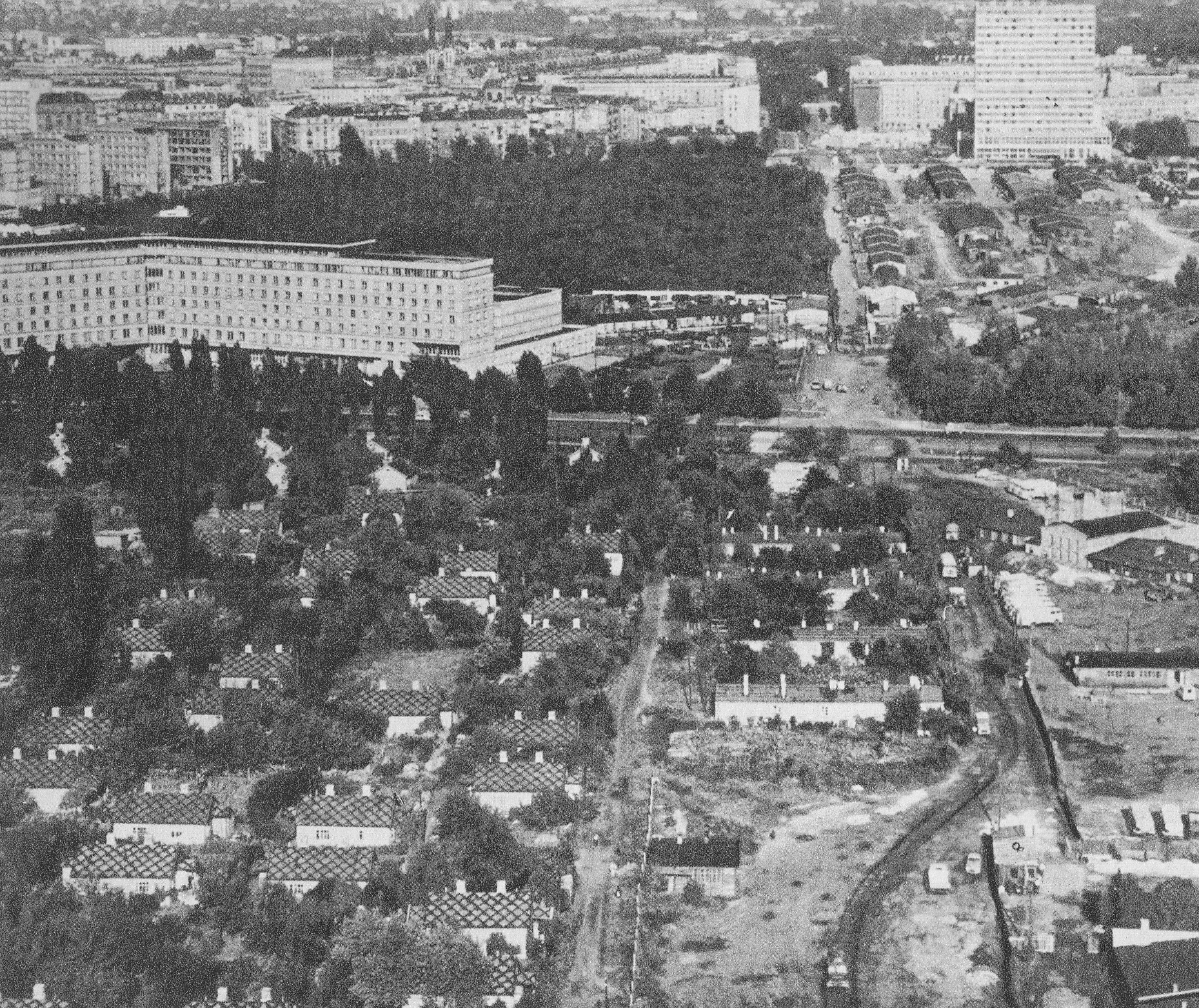
Domki na Polu Mokotowskim w Warszawie w latach 60.

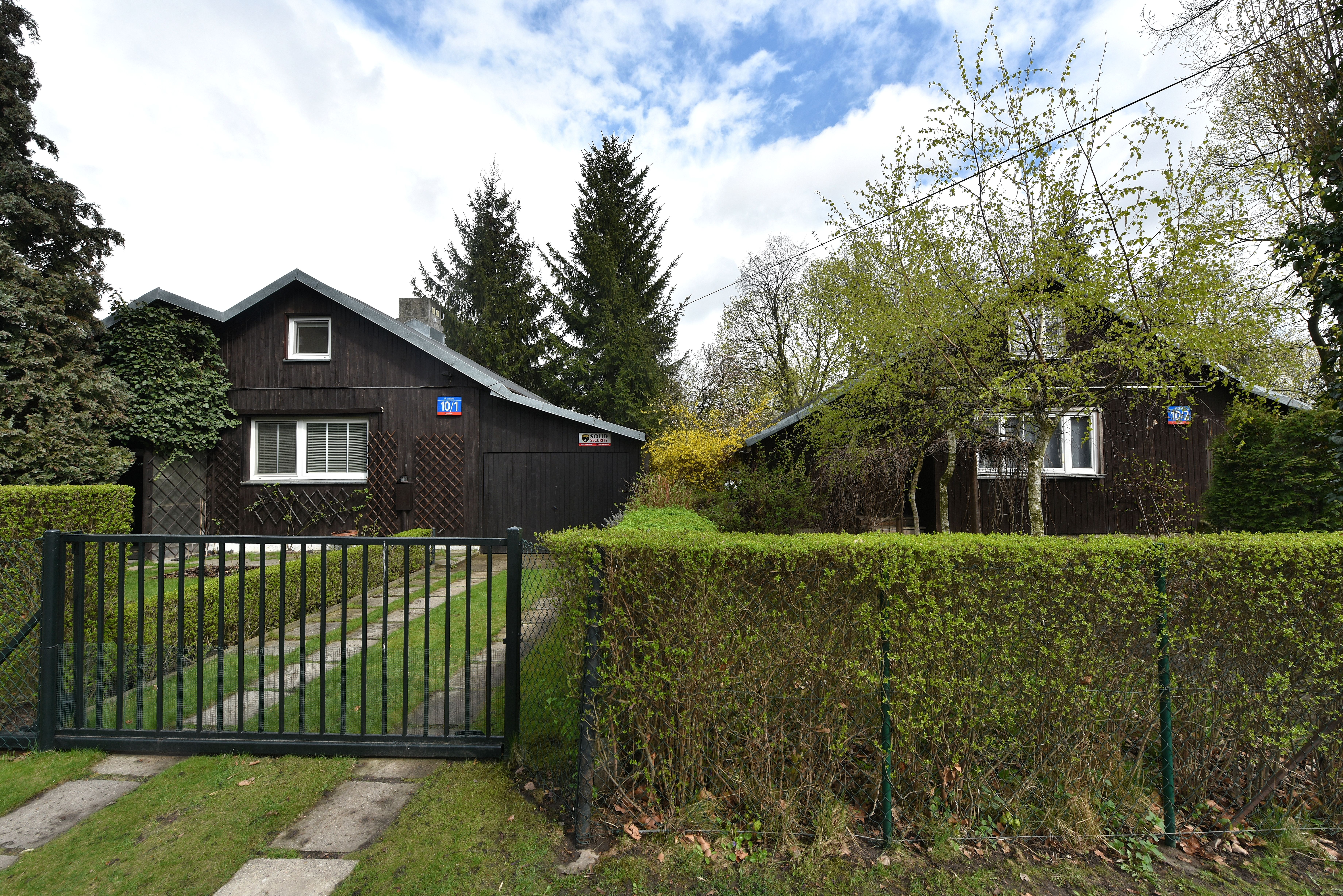
Domki na osiedlu Jazdów współcześnie

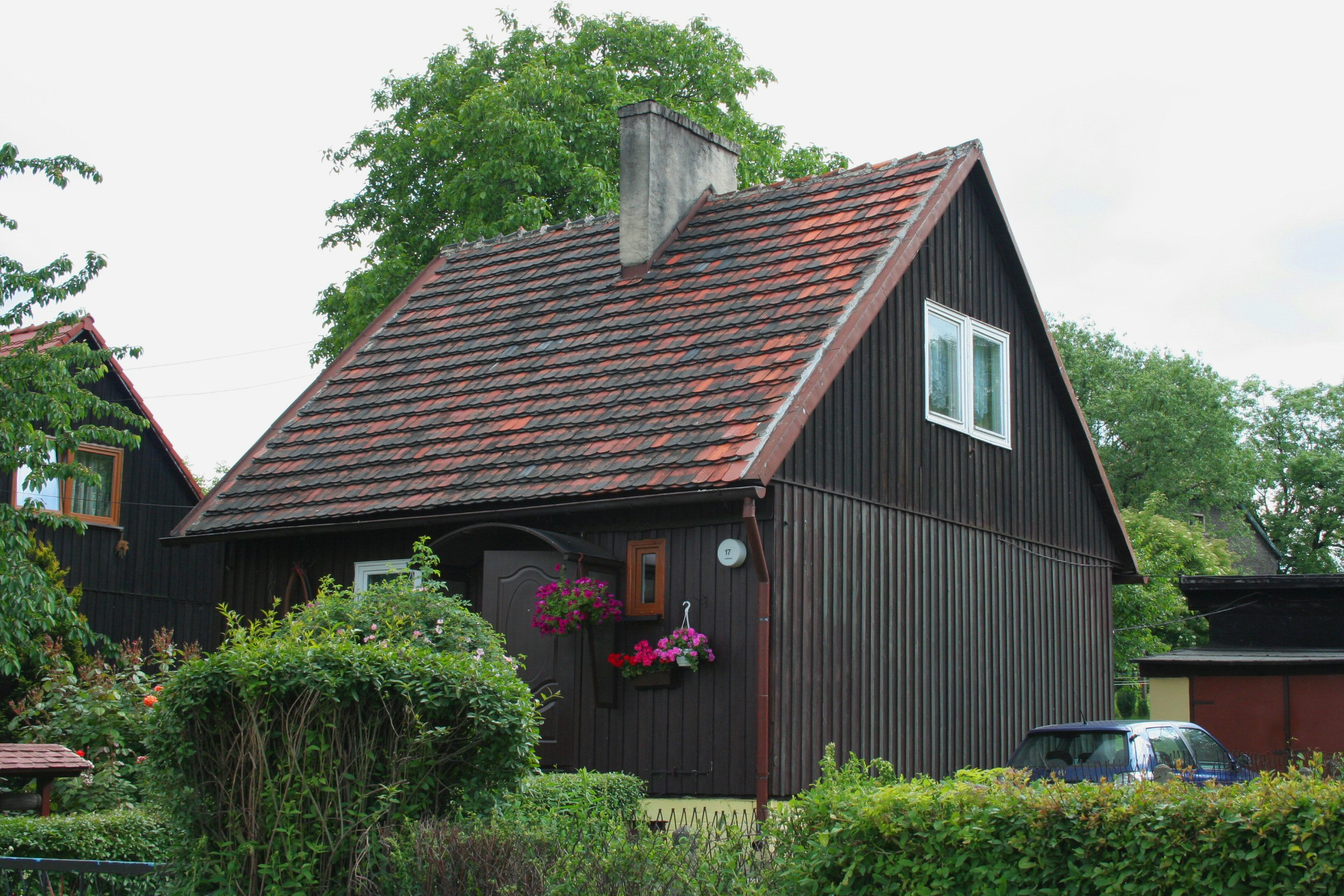
Domek fiński w Bytomiu Szombierkach

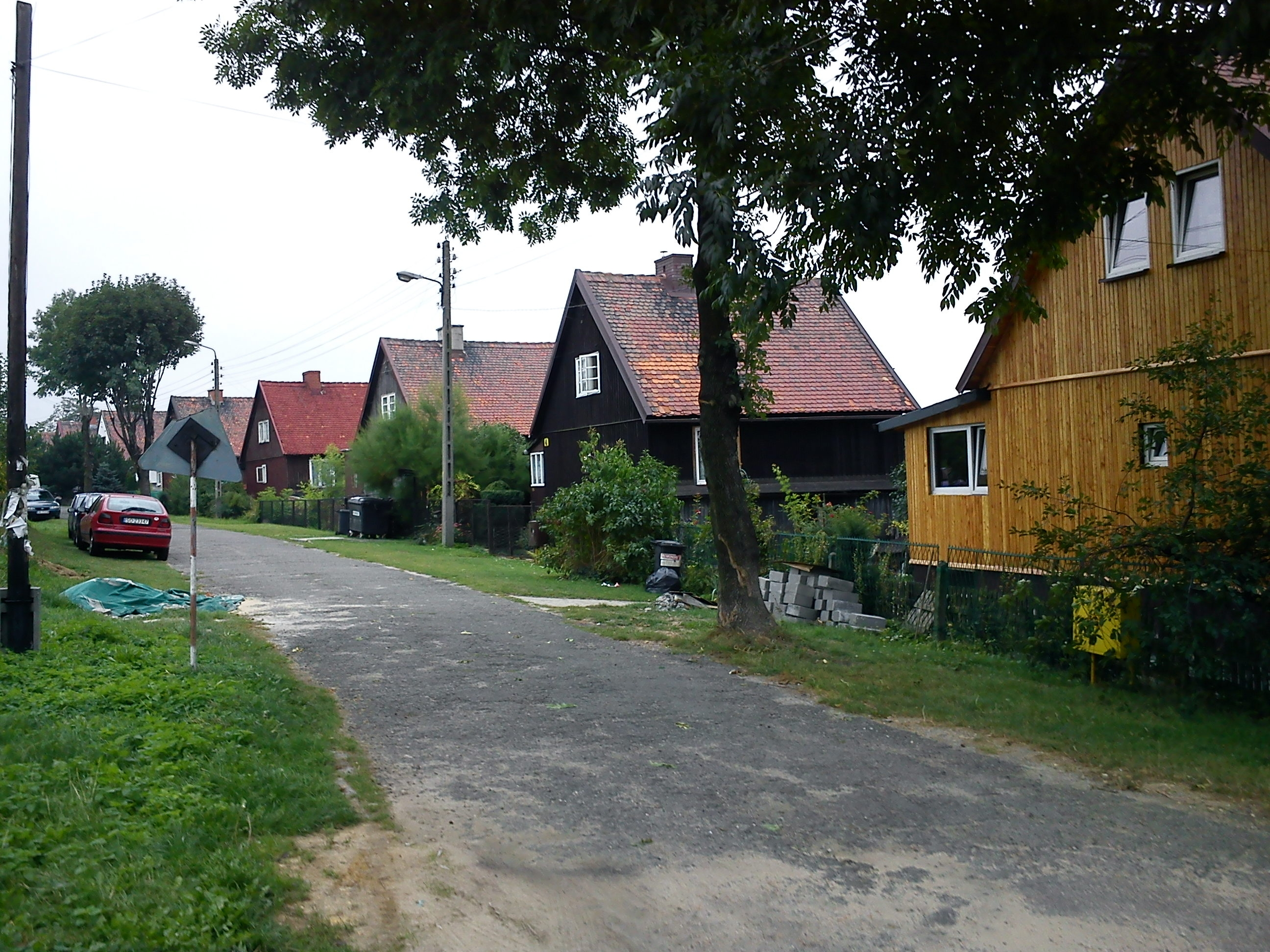
Osiedle w Sosnowcu

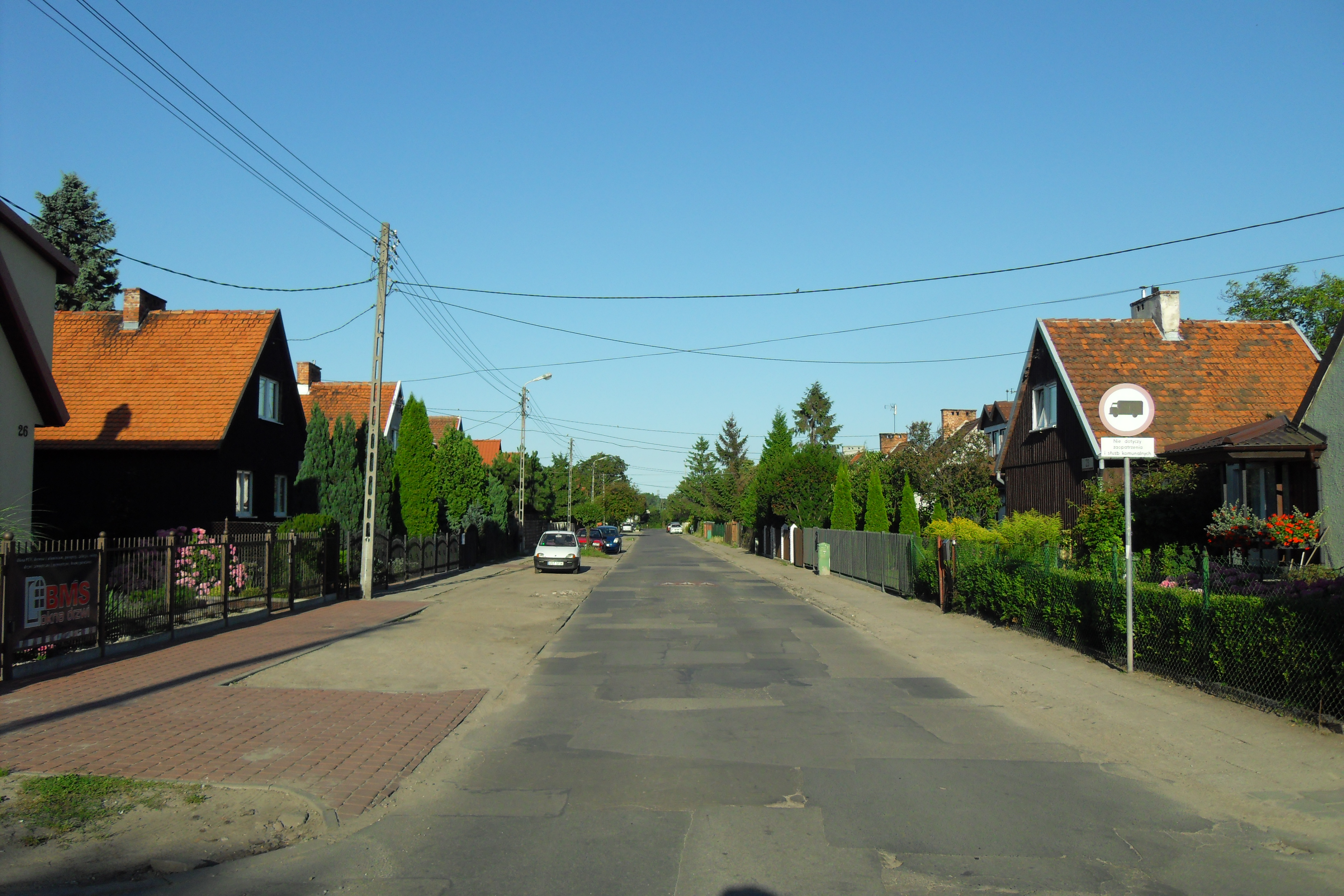
Domki w Gdańsku

Domki w Lędzinach

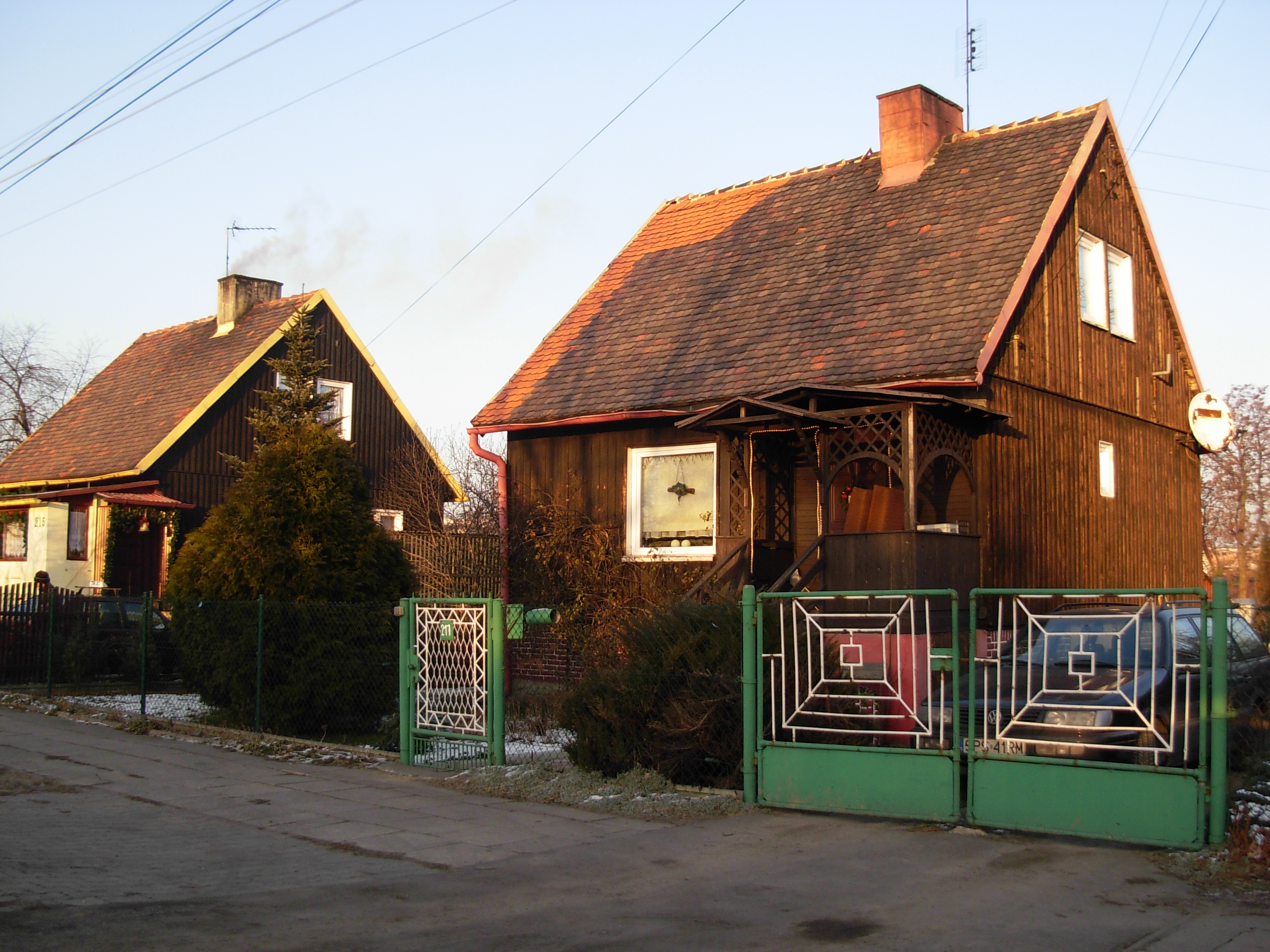
Domki w Katowicach

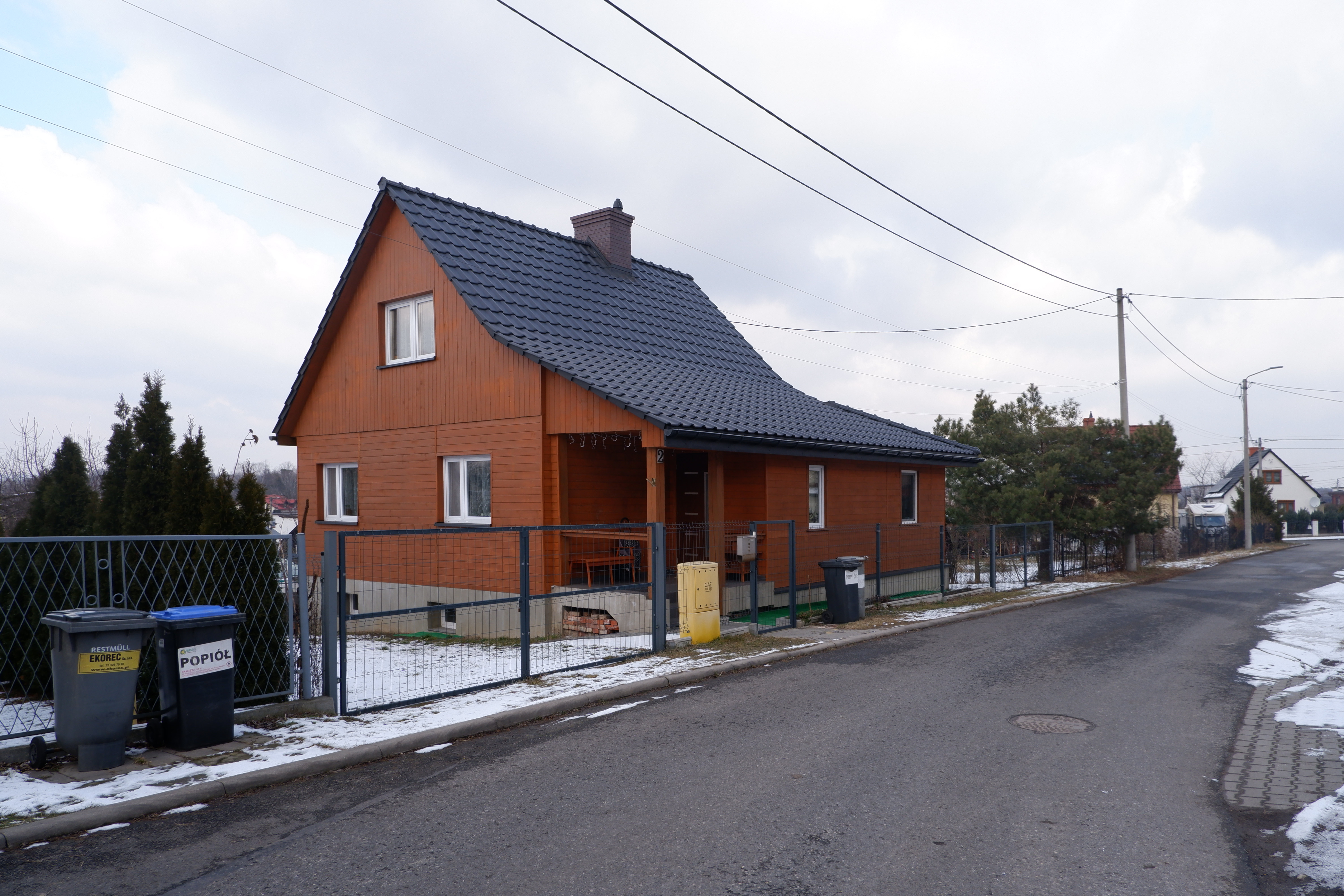
Odnowiony domek w Lędzinach-Hołdunowie

Domki fińskie – typ drewnianego domu jednorodzinnego występującego w Polsce, przede wszystkim na Górnym Śląsku, nieco rzadziej na Zagłębiu Dąbrowskim, a także w Gdańsku, gdzie stanowią zabytek architektury powojennej, oraz w Jaworznie. Sprowadzano je głównie z Finlandii (stąd popularna nazwa) za węgiel i koks, by złagodzić tzw. głód mieszkaniowy na czas przejściowy 20–30 lat; niektóre stoją do dzisiaj. 
Domki tego typu były również przekazywane przez Związek Radziecki w 1945 r. jako dar dla zniszczonej Warszawy, a ich największe warszawskie zachowane skupisko to osiedle Jazdów.

## Historia
Pomysłodawcą transakcji wiązanej z Finami był Jan Mitręga, minister górnictwa i energetyki. Polska za sprzedany węgiel do Finlandii w latach 50. XX w. otrzymywała domki składane z prefabrykatów. Powstawały całe osiedla takich domków, przede wszystkim w okolicach kopalni na Górnym Śląsku (ale także w innych miejscach, np. w Warszawie). Te domki często „dostawali” od kopalni zasłużeni przodownicy pracy. 
W marcu 1945 w Warszawie rozpoczęto montaż 407 domków fińskich z 503 mieszkaniami o 1280 izbach, przekazanych przez władze Związku Radzieckiego. Zostały one ustawione na terenie dawnego Szpitala Ujazdowskiego, przy ul. Szwoleżerów i na Polu Mokotowskim.
W Gdańsku Wrzeszczu ulicom, przy których budowano fińskie domki, nadano nazwy: Kopalniana, Górnicza, Dźwigowa, Koksowa i Wincentego Pstrowskiego. Mieszkania w domkach przeznaczone były dla pracowników Działu Przeładunków Morskich przy Centrali Zbytu Przemysłu Węglowego, zaś budowę prowadziło Biuro Budowlane Przemysłu Węglowego. Kontrakt przewidywał dostarczenie ok. 4 tys. domków drewnianych.

## Typologia
Rodzaje domków fińskich:
- domki drewniane przedwojenne, „fińskie” tylko z nazwy spopularyzowanej dla podobnego budownictwa po wojnie;
- rzeczywiste domki fińskie prosto z Finlandii:
  - otrzymane przez Polskę jako reparacje wojenne, niektóre za pośrednictwem ZSRR;
  - powojenna zapłata za polski węgiel;
- powojenne domki drewniane zbudowane w Polsce (niekiedy zakupione w ZSRR), podobne do domków fińskich.

Przykładowy rzeczywisty domek fiński był lokowany na peryferiach i terenie nieuzbrojonym. Nie było więc kanalizacji, ubikacja znajdowała się na podwórku koło domu. Miał dach dwuspadowy kryty dachówką. Na parterze znajdowała się duża kuchnia, dwa mniejsze pokoje i łazienka. Na pierwszym piętrze dwa średnie pokoje. Łączna powierzchnia całkowita wynosiła poniżej 70 m². 
Obecnie niektóre domki fińskie są rozbierane i przenoszone z Górnego Śląska w tereny turystyczne, gdzie służą jako domki letniskowe.

## Wybrane osiedla

### Istniejące
- Będzin:
  - dzielnica Grodziec – Boleradz
- Brzeszcze
- Bytom:
  - Miechowice
  - osiedle 489 domków fińskich z roku 1947 przy ul. Francuskiej, wybudowane dla górników kopalni Miechowice[5]
  - Szombierki – domki z lat 50. XX wieku przy ul. Karpackiej
  - Centrum – ul. Odrzańska

- Czeladź[6]

- Gliwice: 
  - ul. Pod Borem
- Gdańsk:
  - północna część dzielnicy Wrzeszcz Dolny – domki wzniesione w czerwcu 1948 r.
- Jaworzno:
  - część Śródmieścia (duże osiedle domków fińskich ok. 100) w okolicy szybu „Bierut” KWK Jaworzno i elektrowni „Jaworzno I” oraz na Niedzieliskach niedaleko kopalni Jan Kanty, do dziś pozostało tylko kilka domków.
- Katowice:
  - dzielnica Kostuchna, ul. Armii Krajowej – domki wzniesione w 1949 r. dla górników kopalni „Boże Dary”[7]
- Knurów:
  - niemal 200 domów w znakomitym stanie
- Lędziny:
  - dzielnica Hołdunów
- Mysłowice Wesoła – dwie ulice domków
- Piekary Śląskie – osiedle Wyzwolenia
- Ruda Śląska:
  - dzielnica Bielszowice, powstałe we wczesnych latach 50. XX wieku
- Sosnowiec: 
  - dzielnica Klimontów
  - dzielnica Juliusz
- Świętochłowice:
  - Piaśniki, przedwojenne
- Warszawa: 
  - osiedle Jazdów
  - osiedle Przyjaźń
- Konin
  - Osiedle Glinka, tzw. „Stara Glinka” – ulice Patriotów i Kwiatowa
  - Ulica Gajowa nr 22–36

### Nieistniejące
- Katowice: 
  - Bogucice, Osiedle Kukuczki
  - Brynów, ul. Rolna
  - Górne Tysiąclecie
- Siemianowice Śląskie:
  - Bytków – cały system urbanistyczny na zachód od telewizji, zburzone w latach 80, na ich miejscu powstało osiedle Węzłowiec
- Warszawa
  - Pole Mokotowskie (1945–1976)[8] istnieją jeszcze 2 domy, już opuszczone przy ulicy Leszowej, na północ od gmachu Biblioteki Narodowej (kwiecień 2019).